# Вежхляс (гмина)
Вежхляс (пол. Wierzchlas) — сельская гмина (волость) в Польше, входит как административная единица в Велюньский повет, Лодзинское воеводство. Население — 6640 человек (на 2004 год).

## Сельские округа
1. Броникув
2. Яйчаки
3. Камён
4. Кохлев
5. Крашковице
6. Кшечув
7. Лашев
8. Лашев-Жондовы
9. Межице
10. Пшицлапы
11. Пшивуз
12. Струги
13. Топорув
14. Вежхляс

## Прочие поселения
1. Цеслина
2. Домброва
3. Драбки
4. Эдвардув
5. Яжомб
6. Есёна
7. Казмерув
8. Колёня-Кшечовска
9. Колодзеёвизна
10. Ленки
11. Модлин
12. Над-Стругон
13. Над-Трактем
14. Огробле
15. Опатув
16. Парцеля-Полуднёва
17. Парцеля-Пулноцна
18. Пипер
19. Подуховне
20. Пшечак
21. Пшивуз-Дольны
22. Пшивуз-Гурны
23. Пусткове
24. Рай
25. Стара-Весь
26. Вешаги
27. Венцлавы

## Соседние гмины
1. Гмина Дзялошин
2. Гмина Осьякув
3. Гмина Понтнув
4. Гмина Семковице
5. Гмина Велюнь